# Juliana (królowa Holandii)
Juliana, właśc., nid.: Juliana Louise Emma Marie Wilhelmina (ur. 30 kwietnia 1909 w Hadze, zm. 20 marca 2004 w Baarn) – królowa Holandii.

## Życiorys
Jedyna córka królowej Wilhelminy i księcia Henryka. Panowała od 6 września 1948 do 30 kwietnia 1980 (od chwili abdykacji matki do własnego ustąpienia z tronu). Żona niemieckiego księcia Bernharda Lippe-Biesterfeld, z którym miała cztery córki:
- Beatrycze Wilhelminy Armgardy (jej następczyni na tronie),
- Ireny Emmy Elżbiety (ur. 5 sierpnia 1939), żony Karola Hugona Parmeńskiego,
- Małgorzaty Franciszki (ur. 19 stycznia 1943), żony Pietera van Vollenhovena,
- Marii Krystyny (ur. 18 lutego 1947, zm. 16 sierpnia 2019), żony Jorge Péreza y Guillermo.

Następczyni tronu była wychowywana w prostocie na dworze bliskim zwykłym ludziom. Uzyskała tytuł doktora nauk politycznych i bardzo sumiennie przygotowywała się do przyszłej roli królowej.
Nastroje Holendrów oraz członków dynastii Orańskiej-Nassau były bardzo żywe w chwili ślubu księżniczki i księcia Bernarda von Lippe-Biesterfelda. Mieszkańcy zdobili swój ubiór pomarańczowymi wstążkami, a ulice i place Hagi były udekorowane wielkimi oświetlonymi kolumnami. Młoda para udała się w podróż poślubną do Polski, przebywając m.in. w Krakowie, Krynicy, Nawojowej i Iwnie.
W 1948 królowa Wilhelmina abdykowała na rzecz córki. Nowa królowa uciekła z pałacu w Hadze, by wieść na wsi spokojne i skromne życie wraz z księciem Bernardem i czterema córkami.
Holendrzy darzyli królową Julianę wielką sympatią i szacunkiem, lecz ze względu na jej kontakty z niepiśmienną znachorką Greet Hofmans wprowadzała w 1956 zagrożenie dla jej tronu. Królowa zwróciła się do niej o pomoc w leczeniu córki Krystyny, dotkniętej poważna wadą wzroku. Znachorka zdobyła w niedługim czasie duży wpływ na królową Julianę. Zaczęła mieszać się do spraw państwowych, doprowadzając do dymisji rządu. Juliana zamierzała abdykować, w końcu jednak pozostała na tronie, idąc za radami rządu, który domagał się odsunięcia Greet Hofmans.

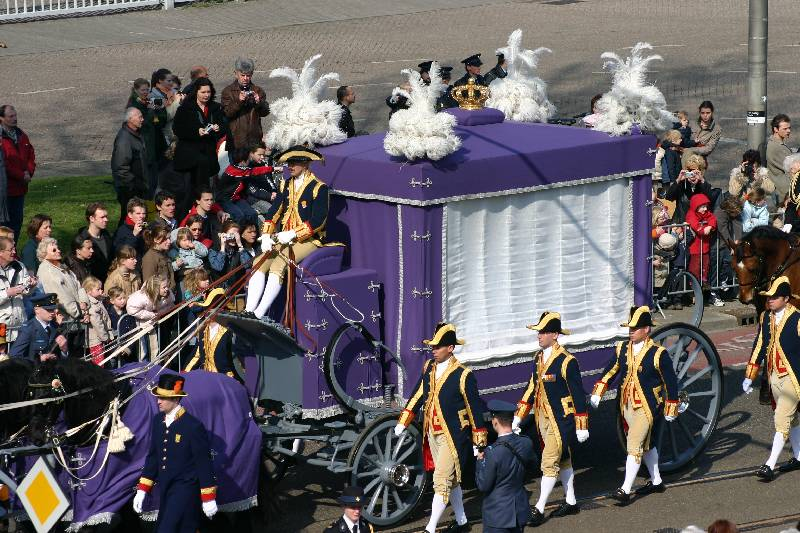
Pogrzeb królowej Juliany w Delfcie

30 kwietnia 1980 r., po trzydziestu dwóch latach panowania, królowa Juliana abdykowała na rzecz córki Beatrix. Decyzję o abdykacji ogłosiła 31 stycznia 1980 za pośrednictwem telewizji: „Nie byłoby rozsądne z mojej strony dalsze sprawowanie mej funkcji, gdyż wcześniej czy później siły człowieka zaczynają się wyczerpywać i nie mogę wykonywać swojej pracy tak jak dawniej”.
Podobnie jak matka, Wilhelmina, Juliana zrezygnowała z tytułu „królowej matki”, by powrócić do dawnego tytułu księżniczki Holandii. Akt abdykacji podpisała w dniu swoich siedemdziesiątych pierwszych urodzin oraz w czasie święta narodowego Koninginnedag, wygłosiła z królewskiego balkonu swoje ostatnie przemówienie: „Zrezygnowałam właśnie z tronu. Przedstawiam wam Beatrix, waszą nową królową. Jestem szczęśliwa, że mogę przekazać jej władzę, gdyż wiem, że znajdzie się w dobrych rękach”.
W 1937 odznaczona Orderem Orła Białego.

## Genealogia
| Prapradziadkowie                                    | król Zjednoczonych Niderlandów Wilhelm I Oranje-Nassau (1772-1843) ∞1791 Wilhelmina Pruska (1774-1837) | car Rosji Paweł I Romanow (1754-1801) ∞1776 Zofia Wirtemberska (1759-1828)                           | Jerzy II Waldeck-Pyrmont (1789-1845) ∞1823 Emma Anhalt-Bernburg-Schaumburg-Hoym (1802-1858)          | Wilhelm Nassau-Weilburg (1792-1839) ∞1829 Paulina Wirtemberska (1810-1856)                           | Fryderyk Ludwik Mecklenburg-Schwerin (1778-1819) ∞1799 Elena Pawłowna Romanowa (1784-1803)                            | król Prus Fryderyk Wilhelm III Pruski (1770-1840) ∞1793 Luiza Mecklemburg-Strelitz (1776-1810)                        | Karol Günther von Schwarzburg-Rudolstadt (1771-1825) ∞1793 Luiza von Hessen-Homburg (1772-1854)                       | Otto Victor von Schönburg (1785-1859) ∞1817 Tekla von Schwarzburg-Rudolstadt (1795-1861)                              |
| Pradziadkowie                                       | król Holandii Wilhelm II Oranje-Nassau (1792-1849) ∞ 1816 Anna Pawłowna Romanowa (1795-1865)           | król Holandii Wilhelm II Oranje-Nassau (1792-1849) ∞ 1816 Anna Pawłowna Romanowa (1795-1865)         | Jerzy Wiktor Waldeck-Pyrmont (1831–1893) ∞1853 Helena Wilhelmina Nassau (1831-1888)                  | Jerzy Wiktor Waldeck-Pyrmont (1831–1893) ∞1853 Helena Wilhelmina Nassau (1831-1888)                  | Wielki Książę Paweł Fryderyk Mecklenburg-Schwerin (1800-1842) ∞ 1822 Aleksandra Hohlenzollern (1803-1892)             | Wielki Książę Paweł Fryderyk Mecklenburg-Schwerin (1800-1842) ∞ 1822 Aleksandra Hohlenzollern (1803-1892)             | Adolf Schwarzburg-Rudolstadt (1801-1875) ∞1847 Matylda Schönburg-Waldenburg (1826-1914)                               | Adolf Schwarzburg-Rudolstadt (1801-1875) ∞1847 Matylda Schönburg-Waldenburg (1826-1914)                               |
| Dziadkowie                                          | król Holandii Wilhelm III Oranje-Nassau (1817-1890) ∞ 1879 Emma Waldeck-Pyrmont (1858-1934)            | król Holandii Wilhelm III Oranje-Nassau (1817-1890) ∞ 1879 Emma Waldeck-Pyrmont (1858-1934)          | król Holandii Wilhelm III Oranje-Nassau (1817-1890) ∞ 1879 Emma Waldeck-Pyrmont (1858-1934)          | król Holandii Wilhelm III Oranje-Nassau (1817-1890) ∞ 1879 Emma Waldeck-Pyrmont (1858-1934)          | Wielki Książę Fryderyk Franciszek II Mecklenburg-Schwerin (1823-1883) ∞ 1868 Maria Schwarzburg-Rudolstadt (1850-1922) | Wielki Książę Fryderyk Franciszek II Mecklenburg-Schwerin (1823-1883) ∞ 1868 Maria Schwarzburg-Rudolstadt (1850-1922) | Wielki Książę Fryderyk Franciszek II Mecklenburg-Schwerin (1823-1883) ∞ 1868 Maria Schwarzburg-Rudolstadt (1850-1922) | Wielki Książę Fryderyk Franciszek II Mecklenburg-Schwerin (1823-1883) ∞ 1868 Maria Schwarzburg-Rudolstadt (1850-1922) |
| Rodzice                                             | królowa Holandii Wilhelmina Oranje-Nassau (1880-1962) ∞ 1901 Henryk Mecklenburg-Schwerin (1876-1934)   | królowa Holandii Wilhelmina Oranje-Nassau (1880-1962) ∞ 1901 Henryk Mecklenburg-Schwerin (1876-1934) | królowa Holandii Wilhelmina Oranje-Nassau (1880-1962) ∞ 1901 Henryk Mecklenburg-Schwerin (1876-1934) | królowa Holandii Wilhelmina Oranje-Nassau (1880-1962) ∞ 1901 Henryk Mecklenburg-Schwerin (1876-1934) | królowa Holandii Wilhelmina Oranje-Nassau (1880-1962) ∞ 1901 Henryk Mecklenburg-Schwerin (1876-1934)                  | królowa Holandii Wilhelmina Oranje-Nassau (1880-1962) ∞ 1901 Henryk Mecklenburg-Schwerin (1876-1934)                  | królowa Holandii Wilhelmina Oranje-Nassau (1880-1962) ∞ 1901 Henryk Mecklenburg-Schwerin (1876-1934)                  | królowa Holandii Wilhelmina Oranje-Nassau (1880-1962) ∞ 1901 Henryk Mecklenburg-Schwerin (1876-1934)                  |
| Juliana Oranje-Nassau (1909-2004), królowa Holandii | | | | | | | | |